# Mirko Ivanovski
Mirko Ivanovski (* 31. října 1989, Bitola, Makedonie, Jugoslávie) je severomakedonský fotbalový útočník, který momentálně působí v klubu Videoton FC.

## Klubová kariéra
Fotbalově vyrostl v klubu Pelister Bitola ve svém rodném městě, kde prošel mládežnickými celky a v A-týmu působil až do roku 2008, kdy přestoupil do týmu Makedonija Gjorce Petrov. V zimě 2010 přišel na testy do pražské Slavie, na kterých uspěl a přišel do tohoto týmu na půlroční hostování. Po deseti odehraných zápasech a třech vstřelených brankách se však vrátil zpět do vlasti bez prodloužení kontraktu.
S FC Astra Giurgiu vyhrál v sezoně 2013/14 rumunský pohár. V létě 2014 přestoupil do CFR Cluj.

## Reprezentační kariéra
V kvalifikaci na EURO 2012 vstřelil 1 gól (svůj první v A-týmu Severní Makedonie) v základní skupině B proti Andoře (6. září 2011), čímž rozhodl o vítězství svého mužstva 1:0. Makedonie skončila s 8 body na pátém místě a na evropský šampionát nepostoupila.

### Reprezentační góly
Góly Mirka Ivanovskiho v A-mužstvu Makedonie
| 010                 | 6. 9. 2011 | Skopje, Severní Makedonie | Andorra | 01:0 0(59.) | 1:0 | kvalifikace na EURO 2012 |
| Platí k 17. 7. 2014 |            |                           |         |             |     |                          |